# Служба военной разведки (Польша)
Служба военной разведки (пол. Służba Wywiadu Wojskowego, сокращённо SWW) — специальная служба Республики Польша, отвечающая за защиту от внешних угроз национальной безопасности и обороны Польши и боеспособность польских вооруженных сил. Действует в соответствии с Законом от 9 июня 2006 и подчиняется министру национальной обороны..
Создана после расформирования Военной информационной службы решением сейма Польши 30 сентября 2006.
Штаб-квартира SWW — Варшава, аллея Независимости, 243.
Праздник SWW — День Службы военной разведки отмечается 11 мая.

## Организационная структура
Служба военной разведки Польши включает следующие подразделения:
- Аппарат руководителя разведки
- Департамент I
- Департамент II
- Департамент III
- Департамент IV
- Департамент V
- Бюро защиты и внутренней безопасности
- Бюро финансов и логистики
- Бюро персонала
- Бюро по правовым вопросам
- Бюро учёта и архивов
- Учебный центр имени подполковника Мариана Ходацкого[3]
- Независимый аудитор

## Функции
- Сбор, анализ, обработка и направление компетентным органам информации, имеющей отношение к:
  - безопасности оборонного потенциала Польши;
  - безопасности и боеспособности вооруженных сил Польши;
  - условиям выполнения задач для Вооруженных Сил Республики Польша за пределами страны.
- Выявление и предупреждение:
  - внешних военных угроз безопасности Польши;
  - угроз со стороны международного терроризма.
- Изучение международной торговли оружием, боеприпасами и взрывчатыми веществами, а также товарами, технологиями и услугами, имеющими стратегическое значение для национальной безопасности, выявление рисков распространения оружия массового поражения и средств его доставки.
- Выявление и анализ рисков в регионах напряженности, конфликтов и международных кризисов, затрагивающих интересы национальной обороны и польских вооруженных сил, а также принятие мер по устранению этих рисков.
- Ведение радиоэлектронной разведки в интересах вооруженных сил Польши, а также криптографического обеспечения;
- Международное военное сотрудничество Польши;
- Участие в планировании и осуществлении контроля за выполнением международных соглашений по разоружению;
- Проведение других мероприятий, предусмотренных законами и международных соглашениями с участием Республики Польша.

## Глава SWW
Руководитель Службы военной разведки назначается и освобождается от должности премьер-министром страны по представлению министра обороны, после консультаций с президентом Польши и специальным комитетом Сейма по вопросам спецслужб.
Руководитель Службы военной разведки может быть освобождён от должности в следующих случаях:
- добровольная отставка;
- отказ от польского гражданства или получение гражданства другого государства;
- вступления в силу приговора суда за совершённое преступление;
- потеря дееспособности;
- неисполнение своих обязанностей по причине болезни в течение более 3 месяцев подряд.

## Руководство SWW с 2006
- 1 октября 2006 — 4 октября 2006: Ян Жуковский[пол.] (и. о., организатор SWW)
- 4 октября 2006 — 16 января 2008: бригадный генерал Витольд Марчук[пол.]
- 16 января 2008 — 7 июня 2008: бригадный генерал Мацей Хуня
- 7 июня 2008 — 11 августа 2008: полковник Радослав Kуява (и. о.)
- 11 августа 2008 — 19 ноября 2015: бригадный генерал Радослав Kуява
- 19 ноября 2015 — 27 января 2020[4]: бригадный генерал Анджей Ковальский[пол.][5] (с 19 ноября 2015 по 19 февраля 2016 года — и. о.)
- 27 января 2020 — 19 декабря 2023: бригадный генерал Марек Лапиньский[пол.][6]
- с 19 декабря 2023: полковник Дорота Кавецкая[пол.]